# Gewinnmulde
Die Gewinnmulde, auch Speichermulde (oft verkürzt zu: Speicher) genannt, dient der Aufbewahrung geschlagener Spielsteine in verschiedenen Mancala-Varianten. Im Unterschied zu den Spielmulden nehmen sie nicht am Spiel selbst teil. Abgesehen von zwei Ausnahmen, existieren Gewinnmulden nur bei Varianten, in denen Spielsteine geschlagen werden und dann aus dem Spiel entfernt werden. Nicht alle Mancala-Bretter von derartigen Varianten besitzen jedoch Gewinnmulden, da die Spielsteine auch anders gesammelt werden können. 
Gewinnmulden gibt es vor allem bei zweireihigen, selten auch bei vierreihigen Mancala-Varianten. Besonders weit verbreitet sind Bretter mit Gewinnmulden in der Karibik, Westafrika, Zentralafrika, Indien, Sri Lanka und im tropischen Inselasien. 
Die Gewinnmulden sind meist wesentlich größer als die Spielmulden, da sie viele Spielsteine aufnehmen müssen. Sie liegen gewöhnlich an den beiden Brettenden, in Indien und Sri Lanka dagegen meist in der Mitte des Bretts. Bei Spielen, in denen die Spielsteine gegen den Uhrzeigersinn verteilt werden, befindet sich die jeweilige Gewinnmulde des Spielers rechts von ihm, bei Spielen, wo im Uhrzeigersinn gespielt wird, links.
Meist werden die Gewinnmulden beim Verteilen übergangen. Bei Congkak und nah verwandten Spielen, die im südlichen Asien bekannt sind, erhalten die eigenen Gewinnmulden jedoch auch einen Stein, bevor der Zug die gegnerische Brettseite erreicht. Endet ein Zug mit dem letzten Stein in der eigenen Gewinnmulde, darf der Spieler noch einmal ziehen. Dies gilt ebenfalls für Kalaha, eine Variante, die 1940 in den USA erfunden wurde.
In dem Spiel Rath der Schilluk, die im Sudan leben, und dem malayischen Papan-Dakon existieren Gewinnmulden, obwohl in diesen Spielen nicht geschlagen wird. Sie füllen sich nur beim Verteilen.
In Äthiopien, Eritrea und Somalia existieren zahlreiche Varianten, darunter z. B. Qelat, Sadeqa, Selus und Layli Goobalay, bei denen Spielmulden in Gewinnmulden umgewandelt werden. Eine Parallele dazu stellen die Tuz in der zentralasiatischen Mancala-Variante Toguz Korgool dar.